# 青春の門
『青春の門』（せいしゅんのもん）は、五木寛之の大河小説。1969年（昭和44年）6月に『週刊現代』で連載開始された。1994年（平成6年）4月の第8部まで断続的に連載され、2017年（平成29年）より23年ぶりに連載を再開した。
戦後、筑豊の地に生まれた少年の、人生への旅立ちを雄大な構想で描く。

## 小説

### 概要
福岡県筑豊に生まれた伊吹信介を主人公とする群像小説で、シリーズ累計で2,200万部に迫る大ベストセラーとなり、1976年（昭和51年）に吉川英治文学賞を受賞。テレビドラマ化や映画化、漫画化もされた。
筑豊篇、自立篇、放浪篇、堕落篇、望郷篇、再起篇、挑戦篇、風雲篇（前半）と書き継がれ、2017年より新章となる『新 青春の門』の連載がスタートした。

### あらすじ
太平洋戦争真っただ中の昭和時代。九州・筑豊に、一人の少年が生を受けた。彼の名は伊吹信介。父親はかつて働いていた炭鉱で「のぼり蜘蛛」と称されたが、炭鉱内の事故で早逝。義母・タエに育てられている。やがて終戦を迎え、タエは病で倒れた。彼らを取り巻く人々とのふれあいや様々な出来事を経て、信介は波乱に満ちた人生を歩み始める。

### 作品の舞台
- 筑豊炭田
  - 福岡県田川市 - 伊吹信介の生まれ育った町
    - 香春岳 - 田川郡香春町にある山

  - 福岡県飯塚市 - 当時大都会だった筑豊最大の都市
- 早稲田大学 - 伊吹信介が上京し進学する大学

など

### 登場人物
- 伊吹 信介（いぶき しんすけ） - 主人公。
- 伊吹 タエ（いぶき たえ） - 信介の義理の母親。
- 伊吹 重蔵（いぶき じゅうぞう） - 信介の父親。炭鉱での事故により逝去。
- 牧 織江（まき おりえ） - 信介の幼馴染。後に「牧オリエ」名で歌手デビュー。
- 留二（とめじ） - 信介の幼馴染。「でく」と呼ばれている。
- 塙 竜五郎（はなわ りゅうごろう） - ヤクザ「塙組」の親分。
- 長太（ちょうた） - 塙組の一人。竜五郎からの信頼が厚い。
- エリカ - 長太が惚れている美しい女性。
- 金 朱烈（きん しゅれつ） - 在日朝鮮人。信介から「兄ちゃん」と呼ばれている。
- 金 九南（きん きゅうなん） - 朱烈の弟。信介の友達。
- 矢部 虎次（やべ とらじ） - ケンカ師。「筑後の虎」として恐れられていた。
- 早竹 先生（はやたけ せんせい） - 野球部の顧問。
- 梓旗江 先生（あずさはたえ せんせい） - 音楽の教師。

### 構成
1. 「第1部 筑豊篇」
2. 「第2部 自立篇」
「第2部 自立篇」は雑誌掲載時には「立志編」とされていた。
3. 「第3部 放浪篇」
4. 「第4部 堕落篇」
5. 「第5部 望郷篇」
6. 「第6部 再起篇」
「第6部 再起篇」までについては、1989年（平成元年）から1990年（平成2年）にかけて著者による大幅な加筆を受けた「改訂新版」が出版され、それ以後は通常はこの「改訂新版」が流通している。
7. 「第7部 挑戦篇」
8. 「第8部 風雲篇」
「第8部 風雲篇」については、1993年（平成5年）7月から1994年（平成6年）4月にかけて雑誌『週刊現代』に掲載された。加筆修正の上、2016年（平成28年）12月に刊行された。
2004年に講談社文庫から刊行された「新装決定版」は、文字を大きくし装丁を改めたもので、本文は「改訂新版」と同じである。
9. 「新・青春の門　第9部　漂流篇」
文庫版タイトルは「青春の門　第9部　漂流篇」となっている。

### 年譜
- 1969年（昭和44年）- 雑誌『週刊現代』で掲載開始。
- 1970年（昭和45年）- 「第1部 筑豊篇」講談社から単行本で刊行開始。
- 1971年（昭和46年）- 「第2部 自立篇 上」単行本刊行。
- 1972年（昭和47年）- 「第2部 自立篇 下」単行本刊行、講談社文庫から文庫版刊行開始。
- 1973年（昭和48年）- 「第3部 放浪篇 上」単行本刊行。
- 1974年（昭和49年）- 「第3部 放浪篇 下」単行本刊行。
- 1976年（昭和51年）- 「第4部 堕落篇 上」単行本刊行。
- 1977年（昭和52年）- 「第4部 堕落篇 下」単行本刊行。
- 1979年（昭和54年）- 「第5部 望郷篇 上・下」単行本刊行。
- 1980年（昭和55年）- 「第6部 再起篇 上・下」単行本刊行。
- 1980年から1981年（昭和56年）- 「第1部 筑豊篇」から「第6部 再起篇」までを『五木寛之小説全集』第17巻から第22巻に収録。
- 1989年（平成元年）から1990年（平成2年）- 「第1部 筑豊篇」から「第6部 再起篇」までについて、著者による大幅な加筆を受けた「改訂新版」を単行本及び講談社文庫で刊行。
- 1993年（平成5年）- 「第7部 挑戦篇 上・下」単行本刊行。
- 2004年（平成16年）- 講談社文庫から「新装決定版」刊行開始。
- 2016年（平成28年）- 「第8部 風雲篇」単行本、講談社文庫と電子書籍を同時刊行。
- 2017年（平成29年）2月 - 第9部に相当する「新・青春の門」を連載開始（2018年7月まで）。
- 2019年（令和元年）- 講談社から「新青春の門　第9部　漂流篇」単行本刊行。

## 映画

### 1975年・1977年版
1975年2月15日に第1作、1977年2月11日に「自立篇」と題した第2作が東宝で公開された。いずれも脚本は早坂暁、監督は浦山桐郎が担当した。「自立篇」が第49回キネマ旬報ベスト・テン第5位に入るなど評価も高く、興行的にもヒットしたが、原作者の五木と監督の浦山との間で、キャスティングや内容描写で意見が衝突し、第3部は制作されなかった。こののち映像化がすべて「自立篇」どまりとなるジンクスの始まりとなる。
第1作は5億4,800万円の配給収入を記録、1975年（昭和50年）の邦画配給収入ランキングの第5位となった。

#### キャスト
第1作
- 伊吹 信介 - 浦山春彦(3歳時)／松田剣(6歳時)／田鍋友啓(10歳時)／田中健
- 伊吹 重蔵 - 仲代達矢
- 伊吹 タエ - 吉永小百合
- 牧 織江 - 山崎理絵(少女時代)／大竹しのぶ
- 塙 竜五郎 - 小林旭
- 長太 - 辻萬長
- セキ - 小林トシ江
- 梓旗江 - 関根恵子
- 矢部 虎 - 藤田進
- 金山 朱烈 - 河原崎長一郎
- 朴 - 井川比佐志
- 早竹先生 - 加藤武
- 小島労務 - 藤岡重慶
- 炭鉱主 - 藤岡琢也
- 平吉／語り手 - 小沢昭一

第2作
- 伊吹 信介 - 田中健
- 牧 織江 - 大竹しのぶ
- 人斬り英治 - 梅宮辰夫
- カオル - いしだあゆみ
- 石井 - 高橋悦史
- 石井 俊子 - 宇津宮雅代
- 緒方 - 伊東辰夫
- 浜崎 - 高山彰
- 慶子 - 高瀬春奈
- 塙 竜五郎 - 小林旭
- 結城 実 - 岡田英次
- 結城家執事 - 村上冬樹
- 産婦人科医 - 小松方正
- 照葉のママ - 初井言榮

#### 製作
梓旗江役がなかなか決まらず、浦山桐郎監督や藤本真澄・針生宏プロデューサーは関根恵子を推したが、原作者の五木寛之一人が反対した。「じゃあ実物に会ったら?」と言われ、関根に会った五木が大賛成に豹変し、浦山たちに「五木さんは全然節操がない」と笑われた。五木は「写真写りが悪い」と弁明した。関根の出演が決まったことで、関根は景気よく脱ぐことで知られていたため、主演の吉永小百合が「『青春の門』にはずいぶん脱ぐ場面がありますけれども、その道の専門家がいるから安心しました」と発言。五木は憤慨し「いや、吉永さんに脱いでもらわなきゃ意味がないんで、今度は関根さんは徹頭徹尾精神的な芝居をしてもらわなきゃ困ります」とプロデューサーに抗議した。

### 1981年・1982年版
1981年1月15日に第1作、1982年1月23日に「自立篇」と称した第2作が東映で公開された。監督は第1作が蔵原惟繕と深作欣二の共同で、第2作は蔵原の単独である。

#### キャスト
第1作
- 伊吹 重蔵（じゅうぞう） - 菅原文太 - 「昇り蜘蛛[注釈 3]」と呼ばれ、坑夫たちのまとめ役。信介が幼い頃に亡くなっている。喧嘩っ早いが人情があり男気溢れる男。
- 伊吹 タエ - 松坂慶子 - 重蔵の妻。信介の母。愛情深く厳しく信介を育てる。普段は謙虚だが時に身を挺して行動を起こす。
- 伊吹 信介 - 村上尚治(赤ん坊)／加瀬悦孝(幼年期)／熊谷康二(小・中学校時代)／佐藤浩市(高校時代) - 伊吹家の一人息子。タエ、塙、金山の影響を多大に受けながら、重蔵に似て根性のある熱い性格に育つ。
- 牧 織江 - 中嶋香葉子(小学校時代)／菊地優子(小・中学校時代)／杉田かおる(中学校時代) - 信介の幼馴染。信介とは友達として接するが、いつしか恋心を持つようになる。16歳ぐらいで小倉で暮らし始める。
- 牧 昌江 - 新橋耐子 - 織江の母。タエと親しくしており彼女と同じ職場で働き同じく貧しい生活を送る。
- 塙 竜五郎 - 若山富三郎 - 『塙組』の親分。生前の重蔵とは因縁の仲だが彼の死後、タエと信介を気にかける。
- 長太 - 小林稔侍 - 塙組の組員。塙の手下。塙組と敵対する団体に塙が襲われた時に、相手のもとへ殴り込みを仕掛ける。
- 春男 - 時任三郎 - 高校生。高校生の頃の信介と同じ学生寮で暮らす。いたずらっ子な性格で信介をからかう。
- 矢部 虎 - 鶴田浩二（特別出演） - 納屋頭と呼ばれ、筑豊の町を仕切る人物。重蔵と塙のケンカを仲裁する。
- 金山 朱烈 - 渡瀬恒彦 - 作中の在日韓国人のリーダー的存在。昔重蔵に助けられたことからタエと信介に恩を返そうとする。
- 梓旗江 - 影山仁美 - 高校の音楽教師。東京から飯塚に引越してきた都会的な女性。信介が異性を意識し始める相手。
- 平野 - 石田純一 - 飯塚にある高校の野球部のコーチ。高校入学前の信介を野球部にスカウトする。
- 羽根沢 - 金田龍之介 - 石炭鉱業会社の経営者。タエを含めて近辺の住人たちの雇い主。待遇に不満を持った金山たちと対立する。
- 平井 亀吉 - 金井進二
- 平井 君代 - 中島葵
- 崔吉道 ‐ 大林丈史
- 村田 雄蔵 - 梅津栄 - 伊吹家の近所の住人。戦争が終わったことを知り、近所の者と共に喜ぶ。
- 木村 - 菅貫太郎
- 呉 昌源 - 金内喜久夫
- 李 九南 - 大小原繁
- 趙 隆夫 - 市川好朗
- 鄭 奔一 - 志賀圭二郎
- 所長 - 加藤和夫
- 坑夫の遺族 - 荒木雅子 - 冒頭で夫を亡くし、運ばれる棺桶にしがみついて激しく嗚咽する。
- 坑夫主 - 守田学哉、小田部通麿
- 子分 - 岩尾正隆、日尾孝司、勝野賢三
- 補充兵 - 世羅豊
- 下士官 - 小坂和之
- ハルミ - 井上真由美
- 旅館の主 - 岡嶋艶子 - 小倉で旅館を営む。終列車を逃して帰れなくなった信介に、部屋を案内する。
- ボーイ - 幸英二
- 係長 - 大木晤郎
- 親分 - 疋田泰盛
- 保安係 - 丘路千、小峰隆司、藤沢徹夫、大矢敬典
- 坑夫 - 有川正治、奈辺悟、畑中猛重、西村泰治
- 学友 - 小野田晃弘、野田利明、篠原仁、室岡隆博
- 警察署員 - 高並功、秋山勝俊
- 芸者 - 末永容子、宮嶋真理子、速水典子 - 塙たちが開いた宴会の場で、彼らを相手にお酌をする。
- パンスケ - 松香ふたみ、日高久美子
- 壇組組員 - 丹治勤、川本勝久、滝本光一郎、丸山俊也、鳥居敏彦、羽根田真之助 - 塙組が管轄する店で働いていたタエを、重蔵が勝手に辞めさせようとしたため手荒いやり方で引き止めようとする。
- 玄海のチンピラ - 細川純一、司裕介
- 群衆 - 笹木俊志、軽部仁
- 長屋の住人 - 藤長照夫、久保井法高
- 看護婦 - 徳永真由美、前川恵美子、稲垣陽子
- 用務員 - 宮城幸生
- 高校生 - 高山成夫
- 警防団員 - 久保政行
- 警官 - 白井滋郎
- 結婚式の女 - 梅田まゆみ
- 少年 - 田中淳也、守田昌史
- 店の女主人 - 絵沢萠子 - 若い頃のタエの雇い主。塙の息の掛かったカフェーらしき店で働く。
- その他 - 蓑和田良太
- ナレーター - 鈴木瑞穂

第2作
- 伊吹 信介 - 佐藤浩市 - 早稲田大学入学を機に福岡から上京。自分がどういう人間か何に向いているのかを模索する。
- 牧 織江 - 杉田かおる - 好意を寄せる信介の後を追って上京する。しかし不慣れな都会暮らしに不運が続きトラブルに遭う。
- カオル - 桃井かおり - 娼婦。美人できっぷが良く姉御肌だが、ちょっと気難しい性格。周りで困り事があると手助けしようとする。
- 緒方 達也 - 風間杜夫 - 信介の大学先輩。大学の劇団に所属し演出を担当。やや強引な性格で金にだらしない。
- 河内 正和 - 平田満 - 信介の大学の同級生。緒方と同じ劇団に所属。
- 沢野 昌子 - 城戸真亜子 - 緒方の劇団仲間。比較的裕福な家の娘。緒方や他の学生たちと共に学生運動に参加している。
- 沢野 怜子 - 江月美穂 - 昌子の母。夫がいるのかは不明だが、緒方を用心棒代わりに自宅に間借りさせている。
- 笹崎 ルミ - 山本ゆり子
- 藤井 道子 - 矢場みどり
- 悦子 - 片桐夕子
- マリ - 高橋洋子
- 静子 - 橘麻紀
- 照代 - 緑魔子
- 「一竜」女将 - 馬渕晴子 - 売春宿の経営者。カオルたち遊女に頑張って稼いでもらう。
- 角田 卓治 - 火野正平 - 詳細は不明だが売春宿で働く。好意を寄せるカオルに気に入られようと色々と頼まれ事を聞いている。
- 初美 - 西川峰子 - カオルと同じ店の娼婦で、年上である彼女を慕っている。常連客の河内に本気で恋心を抱く。
- 浜崎 竜二 - 矢吹二朗 - ボクシングの学生チャンピオン。数ヶ月後、信介とボクシングで戦う。
- ラーメン屋店主 - 江幡高志 - 上京直後の織江の雇い主。ある時店の金が無くなってしまい織江が盗んだと疑う。
- 木元 良次 - 小林稔侍 - 飲み屋のマスターだが、2階に待機させた女性に売春させるガラの悪い男。織江とトラブルを起こす。
- 二木 英治 - 萬屋錦之介（特別出演）木元の知人。『人斬り英治』の異名を持つヤクザ風の男で木元も恐れる存在。
- おえい - 加賀まりこ - 英治の女。女郎として働く。これまで英治から義理人情を理由に苦労させられてきたが彼に惚れている。
- 早瀬 理子 - 中島ゆたか - 石井の恋人。東京女子医大のスポーツ医学の教授。石井の子を妊娠している。
- 石井 忠雄 - 渡瀬恒彦 - 大学の体育の実技を教える教授。ボクシングジムで、信介に個人的にボクシングを教え始める。

#### 製作経緯
東宝版で五木と監督の浦山の意見が対立し、東宝版自立編公開から2年経った1979年5月に東宝版のプロデューサーだった藤本真澄が死去し、五木は「このままでは『第3部 放浪篇』はデッドロックしてしまう、違う人の手で映画化しないと生きのびない」と判断。藤本逝去の直後に東映社長の岡田茂を訪ね、「今度は是非東映でやってもらいたい」と五木から東映での製作引き継ぎを要請し、シリーズものでは異例の他社移行が決まった。五木からの条件は、本作の主人公のイメージである高倉健の主演であった。この後五木と岡田社長とで話し合いが持たれ、五木の希望通り、第3部「放浪篇」を製作すれば良かったのだが、東映は改めて第1部から第3部までを一本にまとめて製作することで両者が了解点に達し、1979年秋に製作発表が行われた。前作からまだ数年しか経っておらずリメイクには早過ぎ、これがまたも第3部は作られないという運命を辿る。岡田は「五木氏は『青春の門』はライフワークだといっており、映画化にも強い関心を寄せている。今回東映での製作希望があったのでウチでやることになった。前二作に負けない魅力あるスタッフ、キャストで質的にもすぐれた娯楽作品を作りたい。主人公の信介、織江役を東宝作品とは違う若手スターの起用を考えている。脚本には笠原和夫を予定。1981年の正月公開を予定している」などと話した。五木は「『青春の門』は60歳まで書き続けるつもり。1981年にやっと半分終わり、2年休憩してまた後半を書くつもり」などと話していたという。 高岩淡企画製作部長は「『人生劇場』だって何本も作られているし、全く新しい東映調の『青春の門』を作り上げる。元々、五木さんは高倉健と藤純子をイメージして小説を書かれたそうだし、そうした意味からも東映で製作されてしかるべきものなのだ。もちろん二人には出演依頼をするつもりでいる」と話した。
しかし製作は進まず。東映は年始に年間ラインアップを発表しても半分は潰れるということは珍しくなかった。1980年までの5年間、正月興行第一弾を担っていた「トラック野郎シリーズ」が終了し、1980年夏の時点では萬屋錦之介主演の『仕掛人梅安』と、佐木隆三原作の『海燕ジョーの奇跡』を松田優作主演・深作欣二監督で1981年の正月興行第一弾に併行して準備していたが、『海燕ジョーの奇跡』を最有力にという流れが強まって来た。『ロードショー』1980年12月号には「キャンディーズから始まって、ピンクレディー、引退した山口百恵と、この数年、日本列島を巻き込んだアイドル（スター）はみんな女性だった。女性上位や女の自立などの現象に押されて、男たちの存在は薄かった。だが、ようやく男のスターが生まれようとしている。さあ、男くささの復権だ。トップバッターは、松田優作だ。『野獣死すべし』で三番打者に成長した。『野獣』のあとは四番打者の声もかかっている。彼が次に取り組むのが深作欣二監督との『海燕ジョーの奇跡』だ。これは東映の正月映画だ。つまり、ゼニの稼げるスターの仲間入りしたということだ」などと書かれた。ところが松田が脚本にクレームを付けるなど二転三転、正月興行第一弾には間に合わない状況になり、正月興行の選定は東映内部で紛糾した。『ちゃんばらグラフィティー 斬る!』で凌ぐ案や、深作監督の『謀叛』なども候補に挙がり、『海燕ジョーの奇跡』を正月興行第二弾までずらしてまで粘ったが結局流れた（海燕ジョーの奇跡#深作欣二版映画企画）。
1980年10月20日、東京會舘にて岡田、東映動画社長今田智憲、東映常務渡辺亮徳、石森章太郎、明比正行監督らが出席して製作会見が行われ、岡田より「1981年正月第一弾作品として長編SFアニメ『サイボーグ009 超銀河伝説』を『'80アニメーション ザ・ベストテン』との併映で全国一斉公開する」と発表された。『サイボーグ009 超銀河伝説』は洋画系（東映洋画）で流すつもりだったが、東映の本番線の正月興行としては初めてアニメが公開されることになった。これに「劇映画のメジャーがアニメに逃げるとは」と撮影所内部が猛反撥した。
1981年の正月興行は松竹が寅さん（『男はつらいよ 寅次郎かもめ歌』）、東宝が山口百恵のさよなら映画『古都』と強力で、これに対抗する作品もなく、正月興行第二弾で反撃を期待されたが、並みの映画では代打にならず、1980年10月に入っても正月第二弾が決まらない異常事態になった。プロデューサーの日下部五朗は、岡田から「五朗、お前、正月第二弾に何やんねん!」と矢の催促を受けた。このため本作『青春の門』が再浮上し、五木は前作の東宝版でも伊吹重蔵役に高倉をリクエストし、高倉主演が五木の東映移行の条件だったため、高岩淡と俊藤浩滋が急いでヨーロッパ旅行中の高倉をスイスジュネーブまで追いかけ交渉したが、高倉は当時東宝の『駅舎』（『駅 STATION』)の出演が決まり、1980年12月のクリスマスイブからクランクインが決定していたこともあり、松田優作の代替映画のオファーにプライドの高い高倉が難色を示し、「急造の大作では責任が持てない」、「泥縄仕事はいやだ」などとにべもなく断られた。
1980年11月11日には東映本社会議室で、岡田や池波正太郎、降旗康男監督らが出席して『仕掛人梅安』の製作発表があり、同作を正月に公開すると発表されたため、『仕掛人梅安』は正月第二弾を意味するため、この時点では『青春の門』は正月映画としては製作されないことが確定していた。
しかし菅原文太が1980年の大河ドラマ『獅子の時代』の主演をこなし、役者としてもスケールがさらに一段アップしたことで、五木と菅原が早稲田で同門でもあり、男の中の男の炭鉱夫・伊吹重蔵役は菅原でもよいと五木が了承し、『仕掛人梅安』を延期させ、『青春の門』を正月第二弾作品として急ぎ製作することになった。日下部は以前から頼んでいた野上龍雄に脚本を急いで頼み、野上はテレビの『必殺シリーズ』が忙しく『青春の門』には取り掛かってなかったが、急ぎ脚本書きを始めた。
監督には野上が『必殺シリーズ』でコンビを組んでいた蔵原惟繕を推薦し、蔵原は脚本にも参加した。蔵原は本作前の『象物語』製作中に東映=東京12チャンネル合作による製作費10億円のパニック超大作『東京超大地震』の監督オファーを受けていたが、同作は製作中止になっていた。ロケハンではチーフ助監督の土橋亨が撮影に重要なボタ山を北九州中探しまわった。しかしふさわしい景色がなくボタ山無しでの撮影を考えたが、一般人から聞いた情報により、出光石油の山口精製所に元海軍の炭鉱があると聞いた。現地に訪れると最盛期の炭鉱そのままといえるような光景があったという。脚本その他も遅れ、撮影は1ヵ月という状況になったため、蔵原一人では間に合わない、二班体制で撮影した方がいいと蔵原が『海燕ジョーの奇跡』の分解で体が空いた深作欣二にやってもらえないかと提案し、日下部が深作に助っ人を頼んだ。深作は快く引き受け、蔵原とシーンの分担が行われ、深作はアクション主体の演出を担当した。深作は蔵原の日芸の二年後輩で親しく問題はなかった。
映画化決定の話が伝わると織江役とタエ役を「やらせてほしい」と多くの女優から売り込みが殺到したが、タエ役には五木寛之が松坂慶子をリクエスト。しかし松坂は当時一番脂ののっている女優で、倍賞千恵子と共に松竹と専属契約を結ぶ同社の至宝。日下部が三顧の礼を尽くして何度も松竹にお願いに上がり土下座までして、最終的に岡田が松竹に乗り込み、松竹社長大谷隆三に啖呵を切り、松坂の東映貸し出しが決まった。当時松竹は『敵中横断三百里』という戦争映画を企画していて、この主演に東映専属の千葉真一を貸してくれと申し入れていて、貸す貸さないで揉めていた。松坂の本作出演は1980年11月17日、東映本社で岡田から発表があった。岡田は1980年12月15日に銀座東友クラブであった業界記者団との懇談会で「いまや映画の価値観が変わった。映画が芸術とか娯楽とかというテーマは、ある一部の評論家に通用するだけで、一般大衆に映画が大ヒットするか否かは、作品がいいとかどうとかではなく、イベントになり得る要素があるかないかだ。最初から仕組んだもの、イベントにならないものは大ヒットしない。角川春樹氏はプロデューサーでなくイベント屋だ。橋本忍氏も西崎義展氏も山田洋次氏もイベント屋の才能を持っている。ウチが正月第一弾に『サイボーグ009 超銀河伝説』を組んだのもイベント的発想によるものだ。第二弾『青春の門』で松坂慶子を松竹から借りたのは、それをイベントにするためだ。『青春の門』は講談社と提携して宣伝費2億円を投入する。81年の一年間のラインアップはもう大体固めた。春と夏は恒例のまんがまつり、6月は角川の『魔界転生』、お盆は秘中の秘（松田聖子主演『野菊の墓』）、秋に『大日本帝国』を準備している（1年延ばし）。とにかく81年は私はプロデューサーではなく、イベント屋に徹するつもりだ。東西両撮影所とも、イベントにならないものは一切やらないのが基本的な考え方だ。『二百三高地』はイベントに仕組んで成功したものだが、社内でもイケると理解した者と出来なかった者がいた。駄目だと思った者は価値観が変わっていることに気付かなくてはならない」などと述べた。
映画のクランクインは1980年11月20日。松坂のクランクインは1980年11月25日で、深作のクランクインも同じ日だった。日下部は松坂を口説くため2ヵ月以上通ったと話しているため、キャスティングは早めに進められていたのかも知れない。松坂慶子は「東映さんのほうからまずお話があって、松竹の本部長から『こういう話が来ている。撮影日数もきびしいし、大変だと思うけど、どうする』といわれたんです。東宝で吉永小百合さんがおやりになったのを拝見して、とてもすてきな役だと思ったし、それを私がやらせていただけるんならすごい光栄だし、女優であれば誰でもやりたいと考えてる役。映画化が実現するんなら、ぜひ出させてほしい。ほかの女優さんなんかがやったら、あたし、いやですッ」と強く訴えた。「決まるまでずいぶん時間がかかり、一月以上、ハラハラしながら、ただ、ひたすら待っていました。『関ヶ原』（TBS7時間ドラマ）の撮影で、本栖湖ロケに行ったんですけど、ワイヤレスのマイクつけたままお手洗いに入ってしまい、出たらみんな（音を）聞いていたってことがありまして、それもこれも『青春の門』が決まるかどうかで気がソワソワして、なんかうわの空で」などと話している。
高倉健の出演拒否問題をマスメディアが好餌としたため、岡田が改めて記者会見を行い製作を発表する一幕もあった。佐藤浩市は本作が映画デビュー作。織江役の杉田かおるも映画はこれが実質初出演となる。あわただしい製作過程でありながら、菅原文太、若山富三郎、鶴田浩二、松坂慶子といった大スターのキャスティングに成功し、各々見せ場を披露した。特に松坂は菅原と肌もあらわに激しい濡れ場を演じ、演技的にも新境地を開いたと評された。松坂は「（松竹と違って）東映さんはすごい男っぽさを感じました。お世辞もいわないし、とっつきにくいところもあったけど、親しくなると人情厚いし、とっても仕事しやすかったです。大変なスケジュールでの撮影でしたから、熱い渦の中に巻き込まれちゃた感じで、夢中でやりました」「それまで紙芝居みたいな芝居ばかりしてきたものだから、悲しいときに人一倍悲しみを誇張した顔をしちゃうんです。今回は深作監督にすぐ見抜かれてしまって、なんだかとてもすがすがしい気がしました。ほんとにすてきな方なんですよね。なんで今まで女性映画をお撮りにならなかったんだろうと思うぐらい、女性をよくわかってらっしゃる方ですね」などと話している。
製作も短期決戦、宣伝も短期決戦で、クランクアップは1980年の12月末。撮影期間は1ヶ月と大作にしては異例のスピードであった。京都撮影所は持てる力を出し切った。岡田は「高岩淡所長が体を本当に張ったのは『青春の門』が初めてじゃないかな」と評した。
映画の完成も封切1週間前の1981年1月6日。地方キャンペーンに駆け回ったのは映画の封切り後で、原作の知名度は高いものの、文芸大作はじっくり売り込む姿勢が勝ちのパターンというのが過去の例でもあり、本作は宣伝期間も少なく興行は不安視された。しかし原作出版の講談社も映画を盛んにPRし、高額とされる朝日新聞に一面広告を打ったほか、多くの地方紙にも広告を打った。また五木寛之も「こんなに目茶苦茶に振り回されたのは初めて」と話すほど、精力的に雑誌インタビューやラジオの取材に応じた。主演の松坂も松竹の専属女優ながら協力的で、3週間の全国キャンペーンにほぼ帯同し東映を喜ばせた。1980年の年内は松坂のヌード写真はマスコミに絶対に出さないでくれと押さえて、年明けから松坂のショッキングな写真を一斉に大公開し、テレビのスポット広告や新聞広告との硬軟組み合わせで一気に話題作りを持って行った。

#### 作品の評価
興行成績
松坂が初めて本格的なラブシーンを演じたこともあって大きな話題になり、公開173館、36日間で、配収8億2千万円、7億4603万7千円の大ヒット。製作原価7億5,000万円。当初は東映が撮るとヤクザ映画調になるのではという声もあったが、感動的な青春ドラマに仕上げ、岡田社長は「文芸大作の風格はカッチリ出たのではないか。今後東映カラーといっても原作ものを手がけることで、東映はヤクザ映画というイメージを克服、脱皮してゆくことになる。文芸大作も出来るという目安だけはこの『青春の門』の成功でついたと思う」などと話した。映画デビュー作だった佐藤浩市は、丸の内東映でスクリーンに映った自分の姿を観て感激し「俳優として生きていこうと決意した」という。
受賞歴
- 第24回ブルーリボン賞主演女優賞（松坂慶子、『男はつらいよ 浪花の恋の寅次郎』とともに）
- 第5回日本アカデミー賞最優秀主演女優賞（松坂慶子、『男はつらいよ 浪花の恋の寅次郎』とともに）

#### エピソード
スケジュールは過密で、福岡のロケ先ではメイン監督の蔵原は寝る間もないほどだったが、助っ人の深作はパートが少なく早めに宿に帰って麻雀をうったりしていた。そこで伊吹タエという母であり、女でありという役どころに悩んでいた松坂慶子は、最初に蔵原監督に相談をしたが、蔵原から「お前の好きにしたらいい」と一言われた。松坂は「どうしても納得できない」と高岩に「深作のいる旅館に連れて行ってくれ」と頼んだ。初対面の松坂に深作は「タエは肉体で哲学を語る女なんだ」などと3～4時間力説、高岩はその間、車で松坂を待っていたという。こうした事情で深作と松坂が親しくなった。本作の地方キャンペーンで札幌へ行ったときに、夜飲みに出て最後にみんなでラーメンを食べたら、深作の残したラーメンを松坂が啜った。これを見た日下部が二人の仲に気づき、それを周囲に自慢したら、みんなに「何を今さら言っているんですか」と言われた。本作を機に松坂は深作の撮る東映作品によく出るようになった。
音楽監督の山崎ハコは、同じ東映の1979年『地獄』の主題歌を担当したことから、スタッフから「ハコさんで」と再び抜擢された。『織江の唄』はイメージソングで劇中では使われない。映画館で観客の入れ替え時に流したのと、テレビスポットで盛んに使われ、山崎ハコのキャリアで一番のヒット曲になった。この曲の影響で山崎に「暗い」イメージが定着した。
第1作のヒットを受け、五木も積極的に年1回のシリーズにしてほしいと要望。しかし第1作公開後、週刊誌のインタビューで伊吹信介役の佐藤浩市が「五木小説はアマい」などと発言し五木を激怒させたが、東映は1年に1本のペースでシリーズ化を発表し、蔵原の単独監督で第2作『自立篇』を製作した。
第2作『自立篇』は主人公・伊吹信介が筑豊をあとにして上京、早稲田大学に入学してからの物語で舞台は東京。信介役の佐藤浩市と信介を慕って上京する幼なじみの織江役の杉田かおる以外はキャストが一新されたが、第1作で朝鮮人炭鉱労働者のボス役だった渡瀬恒彦が今度は早大教授として出演。この教授のモデルは早稲田大学商学部不正入試問題でやり玉に挙がった人物だった。東宝版でいしだあゆみが好演した"二丁目のローズ"カオル役には、五木の「彼女でなければピッタリこない」という推薦により桃井かおりが抜擢された。前作で死んだ松坂慶子が、親に似ているという設定にするとか、また出させてほしいと頼んだがダメだった。監督の蔵原惟繕は本作撮影後に4年越しの企画『南極物語』のクランクインが正式に決まり、撮影中も『南極物語』の話ばかりしていたといわれる。
当初は『自立篇』を1982年正月映画第1弾として予定していたが、『セーラー服と機関銃』『燃える勇者』が正月映画第1弾に変更になり、公開時期が検討された。前記映画に続いて正月映画第二弾の候補だったのは、沖田浩之主演、阿久悠原作による『家族の神話』で、"東映ニューアイドル路線"を敷くという構想もあったが、1981年のお盆映画『野菊の墓』『吼えろ鉄拳』が、東映が期待したほどのヒットでなかったことから、アイドルでは客が呼べないと判断され、『家族の神話』は製作中止となり、本作『自立篇』が正月映画第2弾として公開された。『セーラー服と機関銃』『燃える勇者』の二本立てが東映歴代一位を記録するヒットになるとは誰も予想していなかった。しかし『青春の門・自立篇』は興行成績が振るわず、さらなる続編は作られなかった。シリーズものは内容はともかく観客に与える新鮮味が第1弾と第2弾ではかなり違い、東宝版も第2弾は第1弾の6ガケに留まっていた。当時、噂のカップルだった火野正平と西川峰子の濡れ場などもあったが、第1弾で大きな反響を呼んだ松坂慶子の濡れ場のようなインパクトはなく、興行は不安視されていた。興行は前作を大きく下回り、第3部『放浪篇』は製作中止になった。

## テレビドラマ

### 1976年・1977年版
1976年4月7日から9月29日に第一部「筑豊編」が、1977年12月7日から1978年5月31日に第二部「自立編」が毎日放送制作（TBS系列）で放映された。
北大路欣也が本作の演技に対して、第14回ギャラクシー賞・選奨を受賞。

#### キャスト（1976年・1977年版）
第一部「筑豊編」
- 伊吹タエ - 小川真由美（第1話 - 最終話）
- 伊吹重蔵 - 北大路欣也（第1話 - 第6話）
- 伊吹信介 - 栗又厚（第1話 - 第6話） → 鳥海勝美（第7話・第8話） → 江藤潤（第1話・第9話 - 最終話）
- 牧織江 - 飯島洋美（第1話 - 第6話） → 名川忍（第7話・第8話） → 秋吉久美子（第1話・第9話 - 最終話）
- 辻春男 - 火野正平（第10話 - 最終話）
- 菅野長太 - 谷隼人（第11話 - 第16話・第19話）
- 金朱烈 - 山本圭（第3話・第4話・第6話・第7話・第9話・第11話）
- 梓旗江 - 大谷直子（第12話 - 第18話・第21話・第23話）
- 矢部彪 - 芦田伸介（第5話・第6話・第11話・第15話 - 第18話・第24話・第25話）
- 塙竜五郎 - 中村敦夫（第1話 - 第3話・第5話・第6話・第9話 - 最終話）
- その他
  - 第1話 - 曽我町子（第5話）、松風はる美（第5話）、槇ひろ子（第2話）、矢野宣（第2話 - 第4話）、浦川麗子（第2話 - 第12話・第14話）、市川好朗（第2話・第5話・第6話）、林邦史朗（第2話・第5話・第6話・第10話 - 第16話・第19話 - 最終話）、成田光子（第2話・第6話 - 第8話・第10話・第18話）、馬場恵美子（第2話 - 第4話・第6話・第8話・第10話）、上野淑子（第2話 - 第4話・第6話 - 第8話・第10話）、和久井節緒（第2話 - 第5話）、丸山詠二、細井雅男（第6話）、東千景、津崎三千男、森下明（第2話）、北島和男（第2話）
  - 第2話 - 田崎潤（第3話）、牟田悌三、東大二朗、村上幹夫、大矢兼臣、菅原ちね子、浦里はるみ
  - 第3話 - 上原ゆかり（第4話・第6話 - 第8話）、北浦昭義（第4話・第5話）、市村昌治（第4話 - 第7話）、神弘無（第4話 - 第7話）、岡本四郎（第4話 - 第6話）、平松慎吾、森川公也、関亮次、名塚新也、本庄和子、勝見史郎、能登洋子、佐藤勝貫、東治幸
  - 第4話 - 福山象三（第5話・第6話）、石井富子（第5話）、宗田千恵子（第5話）、石井義幸、篠田薫（第8話）、山田博幸（第8話）、国井正広（第15話）、尾田義男、竹内靖、高田健二
  - 第5話 - 松崎真、高桐真、阿部希郎（第6話）、加藤健一、肥土尚弘、後藤陽吉、田中初美、益海愛子、横田泰代、藤木久美子、三重街恒二（第8話）、小寺大介、吉田義応、大山豊、伊藤潤二、中村裕、戸塚孝、小畑利二、岡本隆（第6話・第16話）、佐藤純、都井健二、中野健
  - 第6話 - 山崎満、柿本啓示、田畑宗寿、瀬戸山功、新みのる
  - 第7話 - 笠智衆、玉川伊佐男（第8話）、和栗正明、小池雄介、和田周、森章二、名川貞郎、松波喬介、井上昭子（第8話）、石井京子（第8話）、三上昭子（第8話）、宮寺和彦（第8話）、奥野建明（第8話）、田中穂積（第8話）、石井聖孝（第8話）
  - 第8話 - 阿藤海、勝田久、猪野剛太郎、町田幸夫、手塚敏夫、笠井心、豊川晋伍、米津高明、山本庄助、千代田恵介（第24話）、竹田寿郎（第16話）
  - 第9話 - 小池朝雄（第10話・第13話）、佐久田修（第10話・第23話）、桑山正一（第10話）、野々浩介、稲垣昭三（第10話）、福田妙子（第10話）、真木恭介、山下望（第10話）
  - 第10話 - 奈良岡朋子（第11話）、大前田武、丘正利、岡田正典
  - 第11話 - 西国成男、大坪日出代、宮本幸子
  - 第12話 - 山田孝子（第13話・第24話 - 最終話）、牧野和子、三井恒（第13話 - 第16話・第18話・第20話 - 第25話）、島田茂喜（第13話 - 第16話・第18話 - 最終話）、林道紀（第13話 - 第16話・第18話・第19話・第23話 - 第25話）、謙昭則（第13話 - 第16話・第18話・第19話・第23話・第25話）、荻原紀、樋田康、戸塚英雄、飯塚正人
  - 第13話 - 横山リエ（第14話）、デビット・ジャクソン、野見山さと子、久保道子
  - 第14話 - 宍戸錠、岡田英次（第16話）、上田忠好（第15話・第16話・第18話）、石橋雅史（第16話・第17話）、太田淑子、松熊信義、六角なお、車邦秀（第15話・第16話・第24話 - 最終話）、東郷秀信（第15話・第16話・第25話・最終話）、深野秀文（第15話・第25話・最終話）、富士乃幸夫
  - 第15話 - 高橋長英（第16話・第17話）、市川靖子、今井和子（第16話・第20話）、本郷あきら（第16話）、翠準子、岡田和子、伊豆田依子（第16話）、本間いずみ（第16話）、難波和弘（第16話）、江口瑞江、小沢章治
  - 第16話 - 若松和子、日笠潤一、大屋満（第17話 - 第21話）
  - 第17話 - 下元勉（第18話）、佐々木梨里（第18話 - 第20話・第22話）、藤江リカ（第18話 - 第21話）、鶴間エリ（第18話 - 第21話）、片山由美子（第18話）、直木みつ男、柿沼真二（第18話）、高山大（第18話 - 第21話）、松田章、三崎永美子（第18話 - 第21話）、志麻恭子（第18話 - 第21話）、名倉美里（第18話 - 第21話）
  - 第18話 - 高木功、日の下金太郎、小杉治、小川隆一、小原秀明
  - 第19話 - 小夜福子（第20話 - 第22話）、林昭夫、堺左千夫、阿木五郎、浜田晃、灰地順、小沢重雄、重盛てる江（第20話 - 第22話）、上田かほり（第20話 - 第22話）、高橋亨
  - 第20話 - 山田吾一（第22話）、高原駿雄、猪俣光世（第21話・第22話）、深沢英子（第22話）、伊藤敏孝（第21話・第22話）、春江ふかみ、西沢武夫、新井範子（第21話）、渡辺厳、刀原章光
  - 第21話 - 山本學（第22話）
  - 第22話 - 永谷悟一、針谷雄平
  - 第23話 - 陶隆司、大橋壮多、西真琴、和田正弘、逗子とんぼ、五十嵐恵美子（第24話・第25話）、小野敦子、小沢悦子、田辺しげる、海江田真彦
  - 第24話 - 安部徹、植村謙二郎、小林芳宏、大本正司、あびる啓二
  - 第25話 - 大森義夫（最終話）、宮本圭子（最終話）、内田憲一、赤木真一、小口純平、内藤功子、関村妃

- エキストラ - 若駒（第1話 - 第6話・第9話）、エースプロ（第1話 - 第5話）、劇団いろは（第4話・第9話）、華豊匠社中（第1話）

第二部「自立編」
- 伊吹信介 - 江藤潤（第1話 - 最終話）
- カオル - 松坂慶子（第1話 - 第18話・最終話）
- 緒方 - 高岡健二（第1話 - 最終話）
- 牧織江 - 木村理恵（第1話・第9話 - 第14話・第18話・最終話）
- 梓旗江 - 水谷良重（第4話・第5話・第7話）
- 石井 - 高橋悦史（第4話 - 第10話・第12話 - 第17話・最終話）
- 三杉先生 - 宇野重吉（第1話・第2話・第17話・第18話）
- 辻春男 - 火野正平（第20話 - 最終話）
- 塙竜五郎 - 中村敦夫（第1話・第8話）
- その他
  - 第1話 - 山田孝子、金井大、柳谷寛（第6話・第7話）、長谷川弘、西田昭市、多田幸雄、小林文彦、東啓子（第5話）、酒井郷博、牧野悦子
  - 第2話 - 沢村貞子（第3話・第5話・第6話）、伊佐山ひろ子（第5話・第10話・第14話）、野口みどり（第3話 - 第6話・第18話）、池田和歌子、松井康子（第5話 - 第8話・第10話 - 第15話）、ひろ新子（第3話・第5話・第12話・第14話）、樋口和子、竹尾晃一、堀川和栄、水品昌子（第6話・第12話）、一ノ瀬かおる
  - 第3話 - 奈美悦子（第5話）、桜井センリ、左右田一平、うえだ峻、松浪志保、平島正一、森川公也、高鳥亜美
  - 第4話 - 本田博太郎（第9話・第16話）、小野進也、奥村公延、加藤土代子、菅野直行（第5話・第6話・第18話）、大和撫子、田村貫、宮沢元、本多晋、三沢もよこ、中野健、堀越恵里子、高柳葉子、末吉満子、沼沢健、片桐稔（第5話）
  - 第5話 - 藤村有弘、伊藤弘一、小宮山京子（第13話・第14話）、兼平真理子、蛭田恵子
  - 第6話 - 小島敏彦、堀礼文、山本清、塚本信夫、五月晴子、茂木昌則、渡辺次雄、熊谷幸男、伊藤哲哉、西山直樹、小西俊雄
  - 第7話 - 奈良岡朋子（第8話）、島村佳江（第8話・第9話）、沢井桃子（第8話・第12話・第17話）、平井道子、小沢幹雄、久遠利三、J・メ・チャソン、堀恵美子、黒沢伸子、門間勝美（第8話）、杉まゆみ
  - 第8話 - 立川雄三、山本哲也（第12話）、宗近晴海、山口純平、川畑恵子、谷本重代、松本松江、池田健
  - 第9話 - 内藤武敏（第10話）、磯村健治（第15話 - 第17話）、沼田爆（第11話 - 第13話）、夏海千佳子、加々美よう子、三川雄三、竹口安芸子、森康子
  - 第10話 - 桜むつ子（第11話）、片桐夕子（第11話・第13話）、綿引洪（第11話 - 第13話）、渡辺千世（第14話 - 第18話）、沢田情児（第11話）、岡部健（第13話 - 第15話）、成瀬正
  - 第11話 - 西村晃（第12話・第13話）、山本圭（第12話）、石見栄、井上三千男（第12話）、山中貞則（第12話）、安田憲史（第13話）、木瓜みらい、山田博行、辻田矢道、小幡利二
  - 第12話 - 高城淳一、戸沢佑介、村瀬正彦、内堀和晴、伊藤健、車邦秀（第13話）、牧野好年（第13話）
  - 第13話 - 小川真司（第14話）、霧島八千代、佐藤晟也、桑原一人、大沢眞吾、尾田義男
  - 第14話 - 中村たつ、成瀬昌彦、菅沼赫、田辺節子、牧野真里子、住吉由美子、藤井京子、岡田アツ子
  - 第15話 - 河村弘二、加藤和夫、江角英明、前沢保美、相沢治夫、中村まり子、深谷みさお、和泉喜和子、森田育代、別所立木、三上剛、丸山進、白川孝一（第16話）、田中和実
  - 第16話 - 藤真利子（第17話 - 最終話）、ホーンユキ（第17話 - 最終話）、堀内正美（第17話 - 最終話）、千田孝之（第17話 - 最終話）、小林芳宏（第17話 - 第25話）、筈見純、小林悦子（第17話 - 最終話）、田村元治、朝野昭信
  - 第17話 - 下條正巳（第18話）、和崎俊哉、辻萬長（第18話）、三遊亭円之助、伊藤正次、鶴岡修（第18話）、横山あきお（第18話）、荒木将久、志賀真津子、丹羽たかね（第18話）、大方斐紗子（第18話）、太田美緒（第18話）、今西正男、刀原章光、吉田良全（第18話）、湯沢勉（第18話）、芝村洋子（第18話）、大山経男、小林潤史
  - 第18話 - 田崎真理（第19話 - 最終話）、中川明（第19話 - 最終話）、安田昌史（第19話・第20話・第22話 - 最終話）、国原杏子（第19話・第20話・第22話・第23話）、兼松隆、俵一、石光豊、永井政春、神山卓三、坂本由英、石黒正男、木場剛
  - 第19話 - 米倉斉加年（第20話 - 最終話）、犬塚弘（第20話・第22話 - 第24話）、信欣三（第20話 - 最終話）、志賀勝（第20話 - 最終話）、土方弘（第20話 - 最終話）、日野道夫（第22話）、池田鴻（第22話 - 最終話）、森章二（第20話 - 最終話）、片桐竜次（第20話 - 最終話）、関悦子（第22話 - 第24話・最終話）、山中堂司（第23話）、広田正光（第23話）
  - 第20話 - 高橋洋子（第21話 - 最終話）、内田朝雄（第21話・第23話 - 最終話）、長内美那子（第21話・第22話・第24話 - 最終話）、有馬昌彦（第23話・第25話）、久保晶、大浜詩郎、側見民雄、岩瀬一美
  - 第21話 - 照内敏晴、伊藤正博、草薙良一、長谷俊夫、満山恵子（第22話）
  - 第22話 - 名川貞郎（第23話）、泉よし子（第23話）、阿部光子（第23話）、田中秀子（第23話）
  - 第23話 - 高月忠、樫原哲也（第24話 - 最終話）、金子雅俊（第24話・第25話）
  - 第24話 - 浦辺粂子（第25話・最終話）、林邦史朗、阿木五郎、親桜子、国安尚子（第25話・最終話）、久地明、土山登土幸、宮城健太郎
  - 第25話 - 松本克平（最終話）、高村章子、鈴鹿和明
  - 最終話 - 高津住男、河合絃司、岩尾正隆

- エキストラ - エンゼルプロ（第1話・第3話 - 第10話・第12話 - 第17話・第19話 - 第22話・第25話・最終話）、若駒（第9話・第13話・第15話）、音楽文化集団ともしび（第4話・第5話）

#### スタッフ（1976年・1977年版）
- 脚本 - 小野田勇
- 演出 - 瀬木宏康
- ナレーター - 高橋昌也（第一部）、鈴木瑞穂（第二部）
- 方言指導 - 山田孝子、矢野宣（第一部）、青森伸（第二部）
- 技斗：林邦史朗（第二部）
- 音楽 - 佐藤勝（第一部）、間宮芳生（第二部）
- プロデューサー - 財前定生（毎日放送）、加藤哲也（松竹芸能）
- 制作協力 - 東通
- 制作 - 毎日放送、松竹芸能

#### 放送日程
第一部「筑豊編」
| 話数   | 放送日        |
| ------ | ------------- |
| 第1話  | 1976年4月7日  |
| 第2話  | 1976年4月14日 |
| 第3話  | 1976年4月21日 |
| 第4話  | 1976年4月28日 |
| 第5話  | 1976年5月5日  |
| 第6話  | 1976年5月12日 |
| 第7話  | 1976年5月19日 |
| 第8話  | 1976年5月26日 |
| 第9話  | 1976年6月2日  |
| 第10話 | 1976年6月9日  |
| 第11話 | 1976年6月16日 |
| 第12話 | 1976年6月23日 |
| 第13話 | 1976年6月30日 |
| 第14話 | 1976年7月7日  |
| 第15話 | 1976年7月14日 |
| 第16話 | 1976年7月21日 |
| 第17話 | 1976年7月28日 |
| 第18話 | 1976年8月4日  |
| 第19話 | 1976年8月11日 |
| 第20話 | 1976年8月18日 |
| 第21話 | 1976年8月25日 |
| 第22話 | 1976年9月1日  |
| 第23話 | 1976年9月8日  |
| 第24話 | 1976年9月15日 |
| 第22話 | 1976年9月22日 |
| 最終話 | 1976年9月29日 |

第二部「自立編」
| 話数   | 放送日         |
| ------ | -------------- |
| 第1話  | 1977年12月7日  |
| 第2話  | 1977年12月14日 |
| 第3話  | 1977年12月21日 |
| 第4話  | 1977年12月28日 |
| 第5話  | 1978年1月4日   |
| 第6話  | 1978年1月11日  |
| 第7話  | 1978年1月18日  |
| 第8話  | 1978年1月25日  |
| 第9話  | 1978年2月1日   |
| 第10話 | 1978年2月8日   |
| 第11話 | 1978年2月15日  |
| 第12話 | 1978年2月22日  |
| 第13話 | 1978年3月1日   |
| 第14話 | 1978年3月8日   |
| 第15話 | 1978年3月15日  |
| 第16話 | 1978年3月22日  |
| 第17話 | 1978年3月29日  |
| 第18話 | 1978年4月5日   |
| 第19話 | 1978年4月12日  |
| 第20話 | 1978年4月19日  |
| 第21話 | 1978年4月26日  |
| 第22話 | 1978年5月3日   |
| 第23話 | 1978年5月10日  |
| 第24話 | 1978年5月17日  |
| 第22話 | 1978年5月24日  |
| 最終話 | 1978年5月31日  |

| TBS系 水曜22時台（MBS制作枠。1976.4-9）       | TBS系 水曜22時台（MBS制作枠。1976.4-9） | TBS系 水曜22時台（MBS制作枠。1976.4-9） |
| 前番組                                        | 番組名                                  | 次番組                                  |
| --------------------------------------------- | --------------------------------------- | --------------------------------------- |
| 禁じられた美徳                                | 青春の門・筑豊編                        | 愛と憎しみの宴                          |
| TBS系 水曜22時台（MBS制作枠。1977.12-1978.5） |                                         |                                         |
| 分水嶺                                        | 青春の門・自立編                        | 幸福の断章                              |

### 1991年版
1991年4月11日・4月12日の2夜連続で、テレビ東京系で放映された。現在は放送ライブラリー（横浜市）で視聴できる。

#### キャスト
- 伊吹 信介 - 渡部篤郎
- 伊吹 重蔵 - 役所広司
- 伊吹 タエ - 黒木瞳
- 牧 織江 - 松永麗子
- 塙 竜五郎 - 細川俊之
- 梓旗江 - 萬田久子
- ナレーター - 永井一郎

#### スタッフ
- 脚本 - 岩間芳樹
- 演出 - 小田切成明
- プロデューサー - 佐々木彰、小橋智子、渋谷幹雄
- 音楽 - 菊池俊輔

### 2005年版
『青春の門-筑豊篇-』のタイトルで、『TBSテレビ放送50周年スペシャルドラマ』として2005年3月21日・3月22日の2夜連続で放映された。視聴率は1日目が16.8%、2日目が13.5%。

#### キャスト
- 伊吹 タエ - 鈴木京香
- 伊吹 重蔵 - 豊川悦司
- 伊吹 信介 - 渡邉奏人（3 - 5歳）→泉澤祐希（7 - 10歳）→石田卓也（13 - 18歳）
- 牧 織江 - 福地亜紗美（7 - 10歳）→邑野みあ（13 - 18歳）
- 牧 昌江 - 神津はづき
- 塙 竜五郎 - 岸谷五朗
- 金山 朱烈 - 杉本哲太
- 梓旗江 - 伊藤歩
- 沢田 文治 - ガッツ石松
- 吉田 一郎 - 金田明夫
- 菅野 長太 - 浜田学
- 恩田先生 - 大浦龍宇一
- 木山 とよ - 森康子
- カフェ「玄海」のママ - 根岸季衣
- 女子生徒 - 岩佐真悠子
- 羽根沢 正道 - 佐藤浩市
- 矢部 虎次 - 緒形拳

#### スタッフ
- 脚本 - 成瀬活雄
- 演出 - 平野俊一
- プロデューサー - 貴島誠一郎、橋本孝
- 音楽 - 長谷部徹
- 制作 - ドリマックス・テレビジョン
- 製作 - TBS

## 漫画
いわしげ孝の作画で「筑豊篇」が漫画化され、講談社『モーニング』に連載された。講談社モーニングKCより単行本が刊行されている。全7巻。
1. 1巻 2005年3月17日発行。ISBN 4063724204
2. 2巻 2005年3月17日発行。ISBN 4063724212
3. 3巻 2005年6月23日発行。ISBN 4063724484
4. 4巻 2005年9月21日発行。ISBN 4063724670
5. 5巻 2005年12月22日発行。ISBN 4063724840
6. 6巻 2006年3月23日発行。ISBN 4063725057
7. 7巻 2006年7月21日発行。ISBN 4063725367

## 演劇
- 2008年3月、東京・池袋の豊島区立舞台芸術交流センター（あうるすぽっと）にて、『青春の門』の初舞台化として「放浪篇」が上演された[60]。演出は鐘下辰男。
- 2013年11月、桜美林大学プルヌスホールにて、鐘下辰男の演出で桜美林大学の学生により「放浪篇」が再演された[61]。
- 2016年には、東京・新宿のSPACE 雑遊にて、千葉哲也の演出により虚構の劇団が「放浪編」を再演した[62][63]。